# Crítica al budismo
La crítica del budismo, al igual que la crítica a la religión en general, se puede hallar en los que están en desacuerdo con las afirmaciones o el sistema de creencias u otros planteamientos que hacen las diversas escuelas budistas. En este sentido, algunas denominaciones budistas o países predominantemente budistas, así como líderes budistas han recibido críticas. Las fuentes de estas críticas puede provenir de grupos como los agnósticos, los escépticos, los antirreligiosas, los partidarios de otras religiones o los budistas que apoyan cambios o reformas, o simplemente desean expresar algún disgusto en particular.
Las críticas incluyen la creencia de que, entre las diversas corrientes budistas y en las instituciones budistas, no todos practican y son fieles a los principios budistas originales. Sam Harris, un defensor destacado del llamado nuevo ateísmo y practicante de la meditación budista, afirma que muchos practicantes del budismo lo maltratan y sus creencias son a menudo "ingenuas y supersticiosas", y que esto impide la adopción de los verdaderos principios budistas.
En similar sentido, hay críticos que afirman que algunos seguidores budistas y líderes han caído en el materialismo, con un interés desmedido por la riqueza y el poder o son corruptos, en lugar de buscar practicar los auténticos principios budistas.
Esto también se aplica a otras doctrinas como la iglesia por ejemplo, calumniando en todo momento el poder divino de dios.

## Falta de fidelidad con los principios budistas
Las críticas incluyen la creencia de que entre las diversas culturas budistas e instituciones, no todos son fieles a los principios budistas originales. Sam Harris, un defensor destacado del Nuevo Ateísmo y practicante de la meditación budista afirma que muchos practicantes del budismo lo maltratan como una religión y sus creencias son a menudo «ingenuas, peticionarias, y supersticiosas», y que esto impide la adopción de los verdaderos principios budistas.
Algunos críticos afirman que los seguidores budistas y líderes han sido materialistas y corruptos con un interés indebido en la riqueza y el poder en lugar de la búsqueda de los principios budistas.

## Budismo y Estado
Michael Jerryson sostiene en su libro, Buddhist Warfare, que el Budismo ha estado conectado con los gobiernos desde su génesis. Esta «incapacidad de concebir un Estado sin Budismo sugiere una especie de nacionalismo religioso», y esto se encuentra en una variedad de conflictos budistas. En la Edad Media hubo una serie de estados budistas en el sudeste asiático, incluyendo al Reino de Pagan, el Reino de Sukhothai y el Reino de Polonnaruwa. En Sri Lanka especialmente, monjes modernos con frecuencia se involucran en la política nacionalista, aunque el Buda nunca toleró la participación política más allá de funciones pasivas de asesoramiento. Sin embargo activistas por la paz en Sri Lanka, tales como A. T. Ariyaratne, han buscado también inspiración en el budismo.
Budistas Mahayana del Asia oriental a menudo también recibieron apoyo del Estado. El sacerdote Zen Brian Daizen Victoria documentó en su libro Zen at War cómo instituciones budistas justificaron el militarismo japonés en publicaciones oficiales y colaboraron con el Ejército japonés en el campo de batalla. En respuesta al libro, varias sectas se disculparon por su apoyo al gobierno durante la guerra.
Christopher Hitchens resume estos temas como un deseo específicamente budista de «poner su razón a dormir, y deshacerse de sus mentes junto con sus sandalias». Hitchens cambió de marcha, cuando escribió en 2010 para la portada del libro Confesión de un ateo budista: "...Stephen Batchelor añade el universo del budismo a los muchos otros en los que la verdad recibida y la fe ciega están dando paso a la ética y el humanismo científico, en los que se encuentra nuestra única esperanza verdadera".

## La frase que Buda no pronunció
En Occidente ha circulado ampliamente una frase atribuida a Buda, que no se encuentra registrada en ningún texto budista antiguo, y que se considera una frase apócrifa:

“No creas en algo simplemente porque lo has escuchado. No creas en algo simplemente porque es hablado y rumoreado por muchos. No creas en algo simplemente porque se encuentra escrito en tus libros religiosos. No creas en algo simplemente por la autoridad de tus maestros y ancianos. No creas en las tradiciones solamente porque han sido transmitidas por generaciones. Más bien, después de la observación y el análisis, cuando te encuentres con algo que está de acuerdo con la razón y conduce al bien y al beneficio de todos y cada uno, entonces acéptalo y vive conforme a ello".

El pensamiento original está registrado en el Kalama Sutra del canon Pali, en sus versículos 9 y 10, los cuales dicen:

«(...) ¡Vamos Kalamas! No se atengan a lo que ha sido adquirido mediante lo que se escucha repetidamente; o a lo que es tradición; o a lo que es rumor; o a lo que está en escrituras; o a lo que es conjetura; o a lo que es axiomático; o a lo que es un razonamiento engañoso; o a lo que es un prejuicio con respecto a una noción en la que se ha reflexionado; o a lo que aparenta ser la habilidad de otros; o a lo que es la consideración: ‘Este monje es nuestro maestro’. ¡Kalamas!, cuando ustedes por sí mismos sepan: ‘Estas cosas son malas; estas cosas son censurables; estas cosas son censuradas por los sabios; cuando se emprenden y se siguen, estas cosas conducen al daño y al infortunio’, abandónenlas (...)
¡Vamos Kalamas! No se atengan (...) cuando ustedes por sí mismos sepan: ‘Estas cosas son buenas, estas cosas no son censurables; estas cosas son alabadas por los sabios; cuando se emprenden y se siguen, estas cosas conducen al beneficio y la felicidad,’ entren y permanezcan en ellas». Anguttara Nikaya III, 65

La versión que ha circulado ampliamente no aparece en los textos originales budistas, y se originó en un libro que conmemoraba el 2500 aniversario del paranirvana de Buda, publicado en Ceilán de 1956 llamado 2500 Buddha Jayanti, el cual en su página 39 recoge la cita apócrifa en cuestión. También se ha señalado que el budista birmano Sayagyi U Ba Khin, la habría parafraseado en una conferencia sobre el Kalama Sutra en la forma que se le conoce en Occidente.

### Pacifismo
Los budistas también tienen un historial de no violencia tanto activa como pasiva, a menudo reflejada en la cultura nacional. En Birmania, los monjes han abogado por la no violencia durante las protestas contra el gobierno, entre muchas otras ocasiones, El Budismo comprometido surgió en Vietnam como un medio de protesta antes de la guerra de Vietnam. Varios budistas han sido ganadores del Premio Nobel de la Paz entre ellos el dalái lama y la activista birmana Aung San Suu Kyi.
El mismo Buda es citado en el Dhammapada diciendo:

La vida es querida por todos. Comparando los demás con uno mismo, uno no debe matar ni provocar la muerte.

## Acusación de Pekín contra el Dalái lama
Después de los disturbios de 2008 en el Tíbet,  actual China, funcionarios del gobierno comunista chino ha acusado al dalái lama de ayudar a orquestar tales disturbios y revueltas. Un portavoz del Ministerio chino de Seguridad Pública afirmó búsquedas de los monasterios en la capital tibetana había aparecido un gran alijo de armas, entre ellas 176 armas de fuego y 7.725 libras de explosivos. Desde que China invadiera y anexionara el Tíbet en 1950, su gobierno ha permanecido en el exílio protestando de forma pacífica.
A pesar de las declaraciones de China, la postura oficial del dalái lama y del gobierno tibetano en el exilio fue de condenar todo acto de violencia y llamar a la resistencia pacífica

## Autocrítica budista
Autocrítica budista es una rama de la Japanese Buddhist scholarship que pretende reformar el budismo a través de un examen crítico de sus prácticas y la filosofía.
Hay escuelas del budismo que han sido criticadas por otras en cuanto a su sinceridad espiritual, incluyendo Sōka Gakkai, el Movimiento Dhammakaya, y los participantes en la Controversia de Dorje Shugden. En particular, el San Francisco Zen Center ha sido un foco de controversia entre los budistas de Estados Unidos.

## Perspectiva marxista
Varios críticos han criticado el Tíbet por mantener una sociedad feudal que explotaba a los campesinos y los trataba como siervos. El actual Dalái lama, sin embargo, ha declarado que está a favor de una síntesis budista con la economía marxista, como él cree que la naturaleza internacionalista del marxismo se compadece de los pobres, que está en consonancia con las enseñanzas budistas, mientras que el capitalismo sólo se refiere a la ganancia y la rentabilidad.

## Críticas feministas
El budismo ha sido criticado por su trato a las mujeres, sobre todo a las mujeres monjes, inferiores a los hombres. La mayoría de las escuelas del budismo tienen más reglas para los linajes de bhikkhuni (monjas) que los bhikkhu (monjes). Budistas explican que en el momento del Buda, las monjas tenían problemas tales como la seguridad de si iban a ser ordenados de la misma manera que los monjes que viajaban por el bosque y entre las ciudades. Por lo tanto,tienen que crearse más normas para las monjas, por ejemplo: las monjas tienen prohibido viajar solas.
Alexander Berzin a que se refiere el Dalái lama, dijo que en la ocasión del Congreso de Hamburgo 2007

A veces, en la religión ha habido un énfasis en la importancia del sexo masculino. En el budismo, sin embargo, el más alto de los votos, es decir, los bhikkhu y las bhikkhuni, son iguales y conllevan los mismos derechos. Este es el caso, a pesar de que en algunas áreas de rituales, debido a la costumbre social, los bhikkhus van primero. Pero Buda le dio los derechos básicos por igual a ambos grupos sangha. No hay ningún punto en la discusión de si debe o no revivir la ordenación bhikkhuni, la cuestión es simplemente cómo hacerlo correctamente dentro del contexto de la Vinaya.

Tomado del Berzin Summary Report.

## Posición de Benedicto XVI
Antes de convertirse en Papa, Benedicto XVI, entonces como el cardenal Joseph Ratzinger criticó al budismo en 1997 como "un ser espiritual auto-absorción" sin "concretar las obligaciones religiosas". Sin embargo, cuando le preguntaron por lo que dijo, él dijo que no se refiria a los budistas en general, sino solamente sobre los católicos que practican el budismo.